# ジェイエイビバレッジ佐賀
株式会社ジェイエイビバレッジ佐賀（ジェイエイビバレッジさが）は佐賀県農業協同組合（JAさが）の清涼飲料部門を手がける会社である。

## 概要
元々、JA佐賀経済連（旧・佐賀県園芸農業協同組合連合会）は、自主プライベートブランドとして「サンレイ」と称したみかん加工品などの清涼飲料の製造・販売を手掛けていた。
その後、農業協同組合（JA）の営利目的の事業関与について規制が厳しくなり、別法人を立ち上げなければならなくなったことから、その製造会社として2001年4月1日に設立された。その後、JA佐賀経済連から販売の部門も移譲され、企業体として完全に自立した。
2017年7月に、JA改革の一環としてJAさがが事業子会社を統括する中間持株会社を設立した際に、食品事業を統括する「JAさが食品ホールディングス」の完全子会社となった。

## 事務所
- 本社・工場 佐賀県鹿島市
- 関東工場 栃木県下野市
- 東京事務所 東京都千代田区
- 設立 2001年4月1日